# Aleksandr Małyszew (dyplomata)
Aleksandr Jewgienjewicz Małyszew (ros. Алекса́ндр Евге́ньевич Ма́лышев, ur. 1919, zm. 2004) – radziecki dyplomata.

## Życiorys
Należał do WKP(b), od 1946 pracował w Ministerstwie Spraw Zagranicznych ZSRR, 1957-1958 był radcą Ambasady ZSRR w Jugosławii, 1960-1963 był zastępcą kierownika Wydziału II Europejskiego MSZ ZSRR. Od 1963 do października 1964 był radcą Ambasady ZSRR w Czechosłowacji, od 21 października 1964 do 9 września 1969 ambasadorem nadzwyczajnym i pełnomocnym ZSRR w Tunezji, a od 19 lipca 1972 do 28 sierpnia 1978 ambasadorem nadzwyczajnym i pełnomocnym ZSRR w Kamerunie.